# Выскрива
Выскрива (укр. Вискрива) — село, относится к Попаснянскому району Луганской области Украины.
Население по переписи 2001 года составляло 12 человек. Почтовый индекс — 93309. Телефонный код — 274. Занимает площадь 0,51 км². Код КОАТУУ — 4423856901.

## Местный совет
93340, Луганська обл., Попаснянський р-н, смт. Комишуваха, вул. Космічна, 1  (укр.)